# أولاد عامر (أولاد عكبة)
أولاد عامر هو دُوَّار يقع بجماعة مرس الخير، عمالة الصخيرات تمارة، جهة الرباط سلا القنيطرة في المملكة المغربية. ينتمي الدوّار لمشيخة أولاد عكبة التي تضم 7 دواوير. يقدر عدد سكانه بـ 939 نسمة حسب الإحصاء الرسمي للسكان والسكنى لسنة 2004.

## روابط خارجية
- البوابة الوطنية للجماعات الترابية
- المندوبية السامية للتخطيط